# Gyrtona inclusalis
Gyrtona inclusalis är en fjärilsart som beskrevs av Walker 1863. Gyrtona inclusalis ingår i släktet Gyrtona och familjen nattflyn. Inga underarter finns listade i Catalogue of Life.